# 琥珀ACE
《琥珀ACE》是經驗值繪畫的日本漫畫作品，以《月姬》琥珀與遠野秋葉為主角，回顧TYPE-MOON歷史的漫畫，涉及型月的所有作品。《Comptiq》2011年6月號開始連載，用「TYPE-MOON 10周年記念漫畫」宣傳。
《幻想嘉年華》亦有該作的登場，《琥珀ACE GO》並有《Fate/KOHA-ACE 帝都聖杯奇譚》連載。

## 登場角色
琥珀（配音：高野直子）
出自《月姬》。
主人公。擔當TYPE-MOON作品的解說擔當。
遠野秋葉（配音：一美）
出自《月姬》。
Rider（配音：淺川悠）
出自《Fate/stay night》。
Saber（配音：川澄綾子）
出自《Fate/stay night》。
要和其他的Saber作區分時，頭上會戴著「青」字樣。另外，頭上戴著「社」字時是以社長（武內崇）的身分說話。
翡翠（配音：松來未祐）
出自《月姬》。
琥珀的妹妹。
紅Saber（配音：丹下櫻）
出自《Fate/EXTRA》。
長的和Saber很像，要作區別時頭上會戴著「赤」字樣。相當自傲。
舊Saber（配音：櫻井孝宏）
出自《Fate/Prototype》。
和Saber的真名相同，歷史上也是同一個人物，不同之處在於這個Saber是男性。個性謙遜。
愛爾奎特·布倫史塔德（配音：柚木涼香）
出自《月姬》。
頭上戴著「奈」字時，是以奈須磨菇的身分說話。
C狐（配音：齋藤千和）
出自《Fate/EXTRA》。
小莫（配音：澤城美雪）
出自《Fate/Apocrypha》。
Saber的女兒，通稱紅「的」Saber，對Saber的態度就像是叛逆期中的小孩。
土方歲三（配音：星野貴紀）
出自《Fate/Grand Order》。
新選組副長，櫻Saber的上司。作為從者時的職階是Berserker。
只在LINE貼圖中登場。
織田信勝
出自《Fate/Grand Order》。
魔人Archer的弟弟。只在LINE貼圖中登場。

### Fate/KOHA-ACE
※聲優為《Fate/Grand Order》的陣容。
櫻Saber（配音：悠木碧）
- 身高：158cm / 體重：45kg / 属性：中立・中庸
- 參數： 筋力：C / 耐久：E / 敏捷：A+ / 魔力：E / 幸運：D / 寶具：C
- 固有技能： 對魔力：E / 騎乗：E / 心眼（偽）：A / 病弱：A / 縮地：B

穿著大正時代風格和服的女性，有著淡淡的櫻花色短髮。有著平易近人、好相處的個性，但戰鬥時卻表現得非常冷酷的天才劍士。
真名是新選組一番隊隊長沖田總司，史實中是男性，另外也擁有Assassin的適性。
本次聖杯戰爭中的御主是琥珀。
魔人Archer（配音：釘宮理惠）
- 身高：152cm / 體重：43kg / 属性：秩序・中庸
- 參數： 筋力：B / 耐久：B / 敏捷：B / 魔力：A / 幸運：A- / 寶具：E-EX
- 固有技能： 對魔力：B / 單獨行動：B / 軍略：B / 領袖氣質：B- / 魔王：A / 天下布武・革新：A

本次聖杯戰爭中最強的從者，穿著黑色軍服的黑髮赤眼女性。櫻Saber的宿敵。
真名是日本戰國時代大名織田信長，史實中是男性。
本次聖杯戰爭中的御主是阿爾托莉雅。
Lancer（配音：安井邦彥）
- 身高：166cm / 體重：60kg / 属性：中立・惡
- 參數： 筋力：C / 耐久：E / 敏捷：A+ / 魔力：E / 幸運：D / 寶具：C
- 固有技能： 對魔力：D / 中国武術（六合大槍）：A+++ / 圈境：B / 絶招：B

穿著外套，戴著帽子的老人。真名是中國八極拳大師李書文。
本次聖杯戰爭中的御主是言峰花蓮。
Assassin（配音：吉野裕行）
- 身高：174cm / 體重：65kg / 属性：中立・惡
- 參數： 筋力：C / 耐久：D / 敏捷：B / 魔力：E / 幸運：E / 寶具：C
- 固有技能： 氣息遮斷：B / 人斬：A / 心眼（偽）：C

為了勝利不擇手段的男人，有著超一流的劍法，剛登場時自稱是「Saber・坂本龍馬」，生前見過龍馬本人的櫻Saber對此感到困惑。
真名是幕末時期有名的幕末四大人斬之一岡田以藏。
本次聖杯戰爭中的御主是雷塔少佐。
Berserker（配音：谷山紀章）
- 身高：194cm / 體重：93kg / 属性：混沌・狂
- 參數： 筋力：B / 耐久：C / 敏捷：D / 魔力：E / 幸運：D / 寶具：C
- 固有技能： 狂化：D / 精神汙染：B / 染血的蠻勇：A

手持巨大長槍，年齡約在20歲後半的青年。真名是有著「鬼武藏」異名的織田信長家臣森長可。
本次聖杯戰爭中的御主是間桐中佐。
Rider（配音：加瀨康之）
- 身高：178cm / 體重：72kg / 属性：中立・中庸
- 參數： 筋力：C / 耐久：C / 敏捷：B / 魔力：C / 幸運：A- / 寶具：EX
- 固有技能： 對魔力：C / 騎乘：A+ / 船中八策：A / 維新的英雄：A

戴白帽，穿著白色軍服，綁著馬尾的青年，身旁總是跟著謎樣的水手服美女「阿龍」（配音：堀江由衣）。
真名是幕末時期的維新志士坂本龍馬。
沒有御主，是被抑止力召喚而來的存在。
Caster
- 身高：176cm / 體重：70kg / 属性：中立・中庸
- 參數： 筋力：- / 耐久：- / 敏捷：- / 魔力：- / 幸運：- / 寶具：EX
- 固有技能： 惡魔的證明：EX

戴著太陽眼鏡的西裝男性。真名是馬克士威妖，物理學家詹姆斯·馬克士威假想出的架空存在。
本次聖杯戰爭中的御主是阿道夫·希特勒的影武者。
魔神Saber（配音：悠木碧）
抑止力的守護者。

## 相關產品
Carnival Phantasm
Fate/kaleid liner 魔法少女☆伊莉雅
Fate/Grand Order
官方正式漫畫《Fate/咕噠咕噠Order》、《從漫畫了解 Fate/Grand Order》

## 外部連結
-琥珀ACE | Comptiq （页面存档备份，存于）